# Mattias Nilsson (ishockeyspelare född 1994)
Mattias Johan Nilsson, född 23 januari 1994 i Roma församling i Gotlands län, är en svensk professionell ishockeyspelare.